# Phasicnecus nahor
Phasicnecus nahor är en fjärilsart som beskrevs av Druce 1896. Phasicnecus nahor ingår i släktet Phasicnecus och familjen Eupterotidae. Inga underarter finns listade i Catalogue of Life.